# EvCard

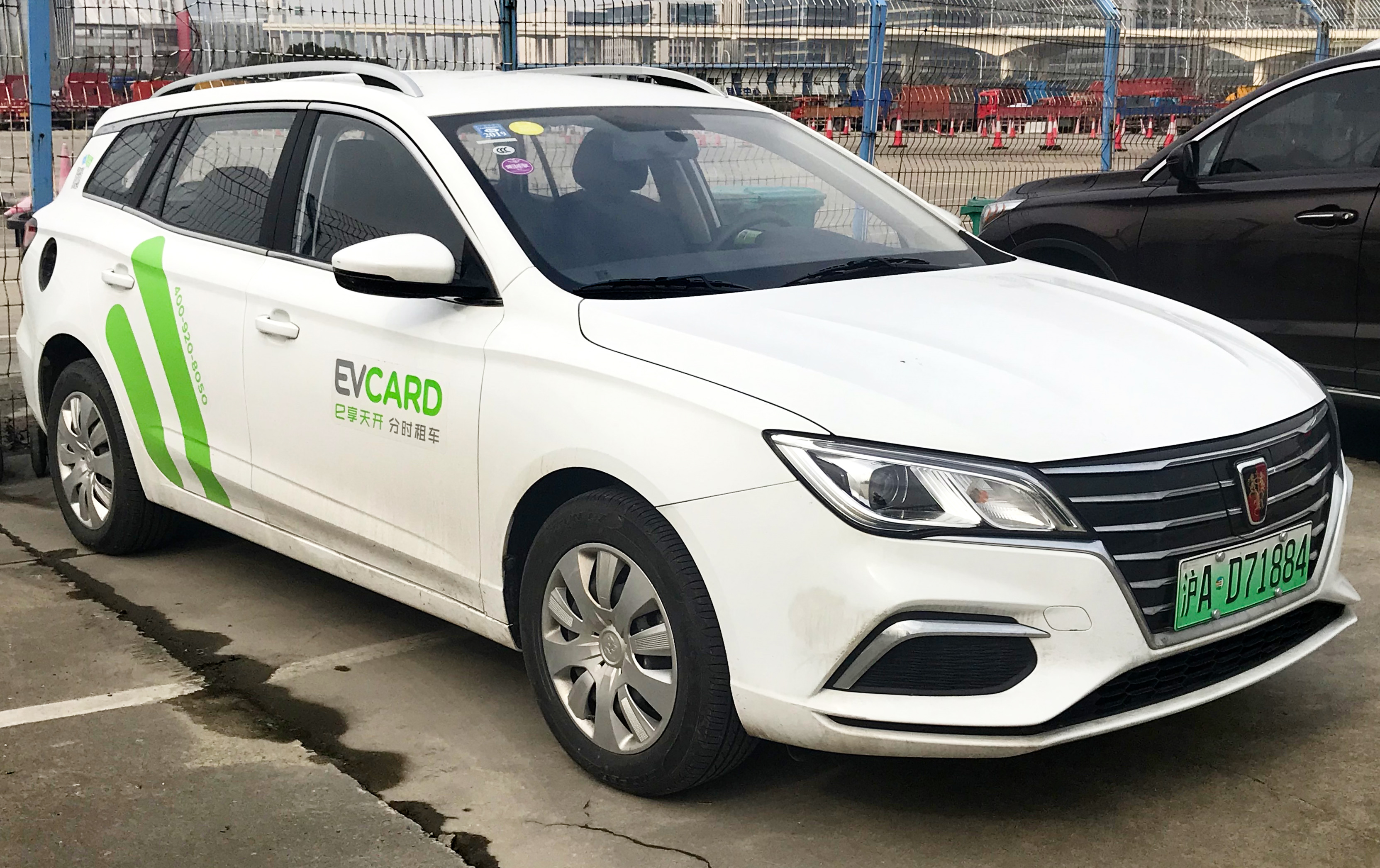
停放於上海的荣威RX5

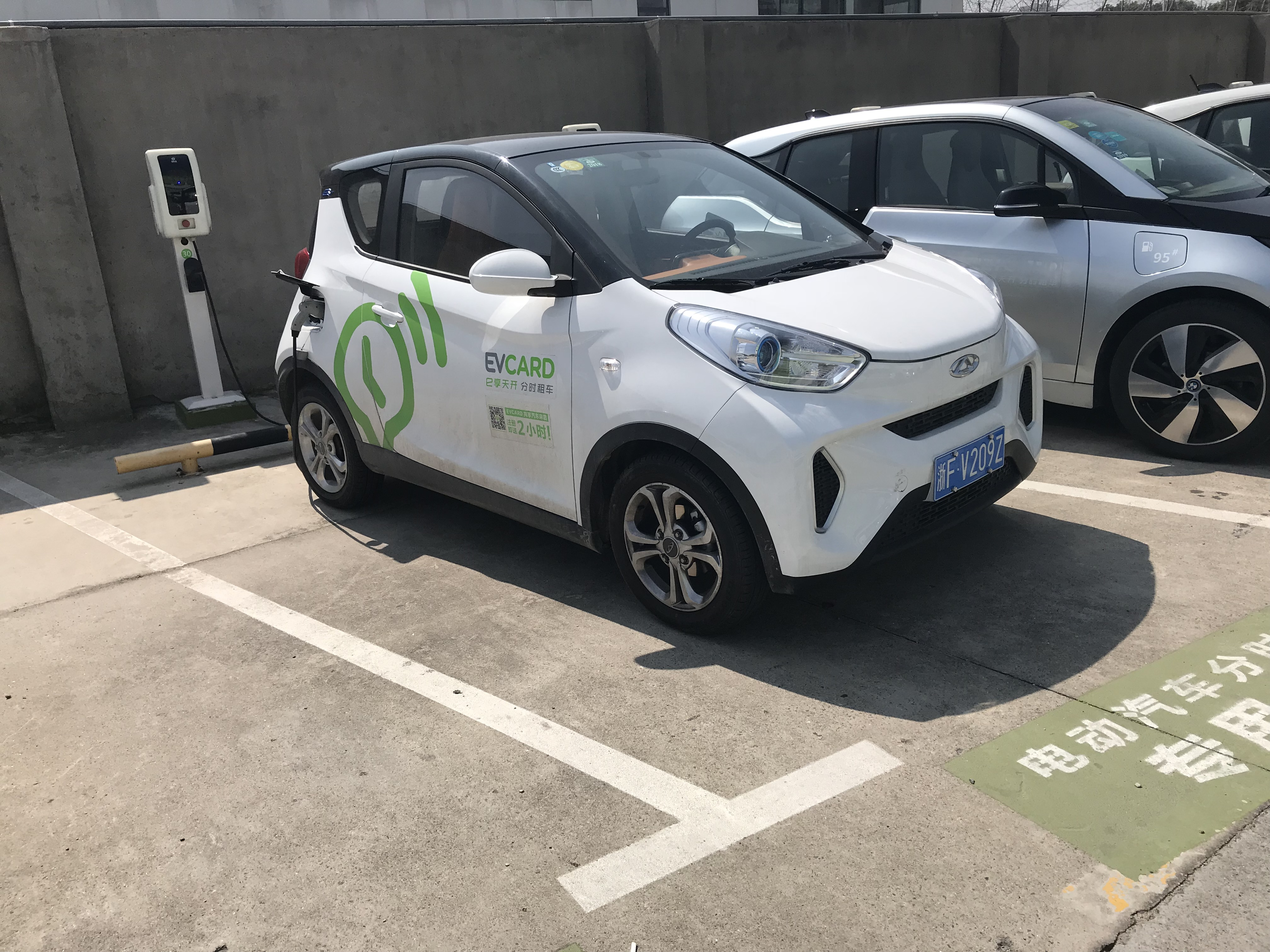
經典款奇瑞eQ1小螞蟻

電動汽車租賃（EvCard）是上汽集团旗下的一個共享汽车服務品牌，於2015年推出，營運範圍涵蓋中国大陆的28個城市。EvCard是中國大陸最早推出的共享汽車平台，僅僅兩年就在上海投放超過6000部車輛、設置超過3000個據點。

## 概說
用戶可透過手機APP進行車輛預約和租借，需先行支付一筆押金，待歸還車輛後系統自動結算金額並扣款，押金則會等數日後才退還。EvCard提供「時租」、「日租」和「月租」三種模式，車款含括电动汽车和燃油車，接受的支付方式包括信用卡、微信支付和芝麻信用等。車款則包括荣威RX5、荣威Ei5、别克VELITE 6、大众朗逸和奇瑞小螞蟻。